# Ферисбург (Мичиген)
Ферисбург (Мичиген) (енгл. Ferrysburg) град је у америчкој савезној држави Мичиген. По попису становништва из 2010. у њему је живело 2.892 становника.

## Демографија
Према попису становништва из 2010. у граду је живело 2.892 становника, што је 148 (4,9%) становника мање него 2000. године.
| Група             | 2000.         | 2010.         |
| Белци             | 2.905 (95,6%) | 2.729 (94,4%) |
| Афроамериканци    | 18 (0,6%)     | 14 (0,5%)     |
| Азијати           | 27 (0,9%)     | 16 (0,6%)     |
| Хиспаноамериканци | 39 (1,3%)     | 71 (2,5%)     |
| Укупно            | 3.040         | 2.892         |